# Blake Watson
Blake Haverson Watson (* 18. Oktober 1903 in Carman, Manitoba; † 19. Mai 1998 in Pacific Palisades, Kalifornien, USA) war ein kanadischer Eishockeyspieler. Bei der Eishockey-Weltmeisterschaft 1931 im polnischen Krynica-Zdrój gewann er mit der kanadischen Nationalmannschaft als Spielertrainer die Goldmedaille.

## Leben und Karriere
Blake Watson begann mit acht Jahren mit dem Eishockeysport. Er spielte 1921/22 für die Winnipeg Falcons in der Winnipeg & District Junior Hockey League. Ab 1922 war er während seines Medizinstudiums mit Unterbrechungen für Manitoba Varsity, die Mannschaft der University of Manitoba, aktiv und gewann mit dem Team 1923 den Memorial Cup und 1928 den Allan Cup. 1924/25 spielte er für die Winnipeg Tiger Falcons und wechselte 1925 an die Universität Wien, um an seiner Doktorarbeit zu schreiben. In dieser Zeit war er Spielertrainer beim Wiener Eislauf-Verein, mit dem er 1926 österreichischer Meister wurde. Nach seiner Rückkehr gewann er mit den Winnipeg Tiger Falcons 1927 den Titel in der Manitoba Senior Hockey League. 1929 schloss er das Studium erfolgreich ab und wechselte erneut nach Wien, wo er 1930 wiederum Landesmeister wurde. Auf einer Europareise, die er 1930 mit Manitoba Varsity unternahm, gelangen 34 Siege bei einem Unentschieden. Zudem war er aufgrund seiner Kontakte nach Österreich Trainer der österreichischen Nationalmannschaft, die bei der Weltmeisterschaft 1930 die Bronzemedaille der in diesem Rahmen ausgetragenen Europameisterschaft gewann. Bei der Weltmeisterschaft 1931 stellten die Manitoba Grads, eine Mannschaft von Absolventen der University of Manitoba, die kanadische Nationalmannschaft, mit der Watson ungeschlagen den Titel errang. Anschließend spielte er noch ein Jahr für den Grasshopper Club Zürich in der Schweiz sowie in Davos, beim LTC Prag und in Deutschland, bevor er 1933 seine Karriere beendete. In seiner Zeit in Europa galt er als einer der stärksten Spieler des Kontinents. Er erhielt verschiedentlich Angebote aus der National Hockey League, lehnte diese jedoch ab und zog es vor, Amateur zu bleiben.
Nach seiner Rückkehr nach Kanada 1933 wurde er Assistenzprofessor am Medical College der University of Manitoba und arbeitete auch am Winnipeg General Hospital. 1936 zog er nach Kalifornien, wo er ein halbes Jahrhundert als Arzt für Geburtshilfe tätig war. Zu seinen Patientinnen gehörten unter anderem Greta Garbo, Rita Hayworth, Joan Fontaine, Paulette Goddard, Maureen O’Hara, Linda Darnell, Ida Lupino, Carol Burnett, Judy Garland und Elizabeth Taylor. Daneben war er auch als Zahnarzt tätig und behandelte zum Beispiel Gary Cooper, Fred Astaire und Oliver Hardy. Er war verheiratet und hatte einen Sohn. Er wurde in die Manitoba Hockey Hall of Fame aufgenommen.

## Erfolge und Auszeichnungen
- 1923 Gewinn des Memorial Cups mit Manitoba Varsity
- 1926 Österreichischer Meister mit dem Wiener Eislauf-Verein
- 1927 Gewinn der Manitoba Senior Hockey League mit den Winnipeg Tiger Falcons
- 1928 Gewinn des Allan Cups mit Manitoba Varsity
- 1930 Österreichischer Meister mit dem Wiener Eislauf-Verein
- 1930 Bronzemedaille bei der Europameisterschaft als (als Trainer Österreichs)
- 1931 Goldmedaille bei der Weltmeisterschaft (als Spielertrainer Kanadas)
- Aufnahme in die Manitoba Hockey Hall of Fame